# Провидансиал
Провидансиал (на английски: Providanciales) е остров на Търкс и Кайкос с едноименен град, който е разположен на цялата му площ.
Това е най-големият град на островите Търкс и Кайкос с близо 31 000 души население. Обслужва се от международно летище. Тук се намира единствената ферма за рапани в света.

## Местоположение
Островът се намира в архипелага Търкс и Кайкос, част от едноименната държава в Британските отвъдморски територии. Той заема третото място по площ (98 km²) сред островите на архипелага и първо място по население (23 769 души). Релефът е равен, на места блатист. Големи територии са заети от мангрови гори. Въпреки числеността на населението, на острова няма отделни общини. До 1964 г. островът не е разпола с никаква инфраструктура, включително пътища, транспорт, комуникации и електричество. Развитието на инфраструктурата на острова започва през 1984 г., след откриването на първите хотели и казина. Построено е международно летище с полети до Обединеното кралство, САЩ, Канада и други острови в Карибите. Днес по-голямата част от населението е заета в туризма. Според туристическия сайт TripAdvisor, плажовете на Провидансиал са обявени за най-добрите в света от няколко години. Най-известните плажове са Грейс Бей, Левард, Костенурският залив и Лонг Бей.

## Галерея
- Национален парк Chalk Sound
- Мангрови дървета
- Плаж Turtle Cove
- Търговски център
- Скоростно шосе
- Международно летище